# Auribacter
Genre
Le genre de bactéries "Candidatus Auribacter" fait partie de la famille "Candidatus Auribacteraceae" du phylum "candidatus Auribacterota" du règne des Bacteria.

## Historique
Ce genre est proposé en 2022 par T. J. Williams sous le nom de "candidatus Auribacter" pour contenir des bactéries non cultivables identifiées dans les profondeurs d'une mine d'or et connues depuis la publication de Momper et al. sous le nom de "MAG SURF_26",.

## Taxonomie
Le nom de "candidatus Auribacter" a été publié de manière non valide et ce nouveau nom est considéré comme le nom préféré et non pas le nom correct.

### Étymologie
L'étymologie du nom de genre "Auribacter" vient de l'endroit où ont été prélevées les bactéries, « bactérie venant d'une mine d'or » et est la suivante : Au.ri’bac.ter. L. neut. n. aurum, or, en référence au lieu d'isolement, une ancienne mine d'or; N.L. masc. n. bacter, bactérie; N.L. masc. n. Auribacter, la bactérie d'or,.

### Liste des genres
Selon la base de nomenclature LPSN, ce genre ne contient qu'une espèce candidats :
- "Candidatus Auribacter fodinae" Williams et al. 2022 nom préféré (nom non correct)